# Oljefondet (tv-serie)
Oljefondet er en norsk komedie-drama tv-serie, der oprindeligt blev sendt fra 8. januar 2018 til 3. februar 2019 på TVNorge . Serien består af en sæson og ti afsnit. Showet er skabt af Harald Zwart og i hovedrollerne Håkon T. Nielsen, Evelyn Rasmussen Osazuwa og Stella Sophia Zwart.

## Grund
Mens han forsøger at skabe værdi for sine pensionister, må en dygtig investor for Norges oliefond kæmpe med store virksomheder, bureaukrati og en etisk komité. Showet giver et indsigtsfuldt indblik i udfordringerne og kompleksiteten ved etisk investering, samtidig med at den inkorporerer elementer af komedie og drama, der fanger publikum.